# Vanessa Carlton
Vanessa Lee Carlton (sinh ngày 16 tháng 8 năm 1980 tại Milford, Pennsylvania, Mỹ) là một ca sĩ kiêm sáng tác và nghệ sĩ dương cầm người Mỹ. Cô nổi tiếng với đĩa đơn đầu tay "A Thousand Miles", đạt đến vị trí số 5 trên bảng xếp hạng Billboard Hot 100 vào năm 2002. Album đầu tay của cô Be Not Nobody đã phát hành tiếp theo đó và đạt chứng nhận bạch kim ở Mỹ.

## Đời tư
Vào ngày 19 tháng 6 năm 2010, Carlton công khai là người song tính trong một sự kiện Pride tại Nashville, phát biểu với khán giả tham dự, "Tôi chưa bao giờ nói điều này trước đây, nhưng tôi tự hào là một người phụ nữ song tính." 
Vào ngày 9 tháng 10 năm 2013, tại một buổi biểu diễn trực tiếp ở New York, Carlton thông báo rằng cô đang mong đợi đứa con đầu lòng của mình với vị hôn phu John McCauley của ban nhạc Deer Tick. Vào tháng 11, cô thông báo mình bị mang thai ngoài tử cung, sau đó bị vỡ ống dẫn trứng và chảy máu trong. Sau khi phẫu thuật, toàn bộ ống dẫn trứng bên phải của cô đã được cắt bỏ. Vào ngày 27 tháng 12 năm 2013, Carlton và McCauley kết hôn trong một buổi lễ do Stevie Nicks chủ trì.
Vào ngày 13 tháng 1 năm 2015, Carlton hạ sinh một bé gái.

## Danh sách đĩa nhạc
- Be Not Nobody (2002)
- Harmonium (2004)
- Heroes & Thieves (2007)
- Rabbits on the Run (2011)
- Liberman (2015)
- Love Is an Art (2020)[7]